# Alien Origin
Pour plus de détails, voir Fiche technique et Distribution.
Alien Origin est un film de science-fiction et d'horreur américain de 2012, produit par The Asylum et réalisé par Mark Atkins. Le film met en vedette Chelsea Vincent, Peter Pedrero, Philip Coc, Trey McCurley et Daniela Flynn.
Le film est sorti directement en DVD le 12 juin 2012. Dans la tradition du catalogue de The Asylum, Alien Origin est un mockbuster du film Prometheus de Ridley Scott.

## Synopsis
En 2011, un groupe de soldats et une équipe de journalistes se rendent dans la jungle du Belize. La mission consiste simplement à surveiller les frontières avec des États hostiles. Les soldats et l’équipe de Julie Evans localisent un bateau abandonné au milieu d’un champ. L’un des soldats informe Julie que l’océan le plus proche de l’endroit où ils ont trouvé le bateau est d’au moins 150 milles. Une caméra avec une carte SD intacte est récupérée sur le bateau. Les images de la carte SD contiennent des images sous-marines et se terminent par un homme hurlant, alors que l’écran devient noir.
Par la suite, l’équipe décide de monter le camp et d’installer des caméras de sécurité. Les caméras de vision nocturne montrent divers animaux errant autour du camp. L’une des caméras s’éteint soudainement. À l’aube, les soldats trouvent des marques sur les arbres près de la zone de couchage de Julie. Ils découvrent bientôt qu’une caméra (celle qui s’est éteinte plus tôt) a été détruite.
Le groupe reçoit bientôt de nouveaux ordres de la base. Une équipe archéologique a disparu, et ils doivent se diriger vers la zone où l’équipe du Dr Holden a été vue pour la dernière fois. Ils rencontrent bientôt un homme qui coupe du bois et lui posent des questions sur l’équipe archéologique disparue. Il prétend n’avoir aucune idée de l’endroit où ils se trouvent.
Le groupe arrive au camp de Holden. Ils ne trouvent qu’un homme qui prétend également rechercher Holden. Un journal vidéo appartenant à Holden est ensuite trouvé. Il est montré dans la vidéo que Holden a localisé un crâne mystérieux à l’intérieur d’une grotte. Ensuite, un bruit étrange se fait entendre et Susan (la caméraman) court vers l’extérieur de la grotte, paniquée.
Julie est alors informée que l’un des deux archéologues disparus a été retrouvé et ils se dirigent vers les lieux. Sur leur chemin, ils rencontrent une communauté mennonite. Les mennonites leur montrent ensuite où se trouve Susan. Susan affirme qu’elle sait où se trouve Holden et qu’elle les emmènera là où elle l’a vu pour la dernière fois. Susan explique que ce qui les a attaqués n’était pas humain. C’est alors qu’ils éprouvent un étrange tremblement et Susan prétend que c’est la même chose qui leur est arrivée.
Le groupe court et la caméra capture ce qui semble être un vaisseau spatial extraterrestre. Ils entrent dans le vaisseau spatial et Susan les guide à l’intérieur pour chercher Holden. Alors qu’elle cherche Holden, Susan active une alarme de sécurité en saisissant un artefact qui était exposé. Le groupe parvient à s’évader et une explosion se produit à l’endroit où se trouvait le vaisseau spatial.
La grotte où les archéologues ont trouvé le crâne est retrouvée par le groupe. Ils entrent et explorent la grotte. Bientôt, ils sont attaqués. C’est alors qu’ils localisent Holden. En se déplaçant plus loin dans la jungle, le groupe subit plusieurs attaques d’un ennemi invisible. Les attaques ennemies se poursuivent jusqu’au lendemain matin. Tout le monde est tué, un par un. Un dernier plan montre une entité inconnue tuant le dernier soldat.
Un épilogue est montré. Susan y affirme que le crâne qu’ils ont trouvé montre qu’il est humain à 70% et que l’extraterrestre est l’ancêtre du genre humain. Le Dr Holden et Julie Evans sont tous deux officiellement inscrits sur la liste des « disparus au combat ».

## Distribution
- Chelsea Vincent : Julia Evans
- Peter Pedrero : Peter Santos
- Philip Coc : Philip Royce
- Trey McCurley : Lieutenant Chris Thompson
- Daniela Flynn : Dr. Susan Neiman

## Accueil

### Réception critique
Dread Central a qualifié Alien Origin de « pire film qu’ils [The Asylum] aient produit depuis des années ». Ils ont également commenté : « Il n’y a pas d’intrigue, pas de sentiment que ce que nous regardons se construit réellement vers quoi que ce soit, pas d’intrigue ou de suspense, rien, nada, zilch. Pas même des rires involontaires. Un pas en arrière complet par rapport aux progrès réalisés par The Asylum jusqu’à présent cette année. »